# تایچی کاسوگا
تایچی کاسوگا (به ژاپنی: 春日 太一 かすが たいち) (۹ سپتامبر ۱۹۷۷) پژوهشگر و دانشور در تاریخ سینمای جیدایگکی از اهالی توکیو در ژاپن است.
از کتاب‌هایی که توسط او نوشته شده‌اند، می‌توان به کتاب درام‌های تاریخی هرگز نمی‌میرند! در سال ۲۰۱۵ اشاره کرد.